# Tygodnik Wileńszczyzny
Tygodnik Wileńszczyzny – niezależne społeczno-polityczne i kulturalno-literackie pismo wydawane w rejonie wileńskim od 1994, którego akcjonariuszami są politycy i działacze powiązani z AWPL. Początkowo ukazywało się pod nawą „Przyjaźń” w trzech językach: polskim, litewskim i rosyjskim. W  2002 nazwa została zmieniona na obecną.